# Eucalyptus cneorifolia
Eucalyptus cneorifolia, el mallee de hojas angostas de la Isla Canguro, es un árbol nativo de la  Isla Canguro, Australia Meridional.

## Descripción
Crece apenas hasta 5m de altura, y produce pequeñas flores blancas. Eucalyptus cneorifolia es endémico de la Isla  Canguro y no tiene especies estrechamente relacionadas.
Se le cultiva en plantaciones para la producción de cineol del aceite de las hojas.  En la Isla Canguro, existían más de 100 destilerías para la producción de aceite de eucalipto del mallee de hojas angostas, sin embargo la industria de la destilación declinó después de los 1930s debido a la gran rentabilidad del ganado ovino.  Actualmente solo existe una destilería operando en la isla.

## Taxonomía
Eucalyptus cneorifolia fue descrita por A.Cunn. ex DC. y publicado en Prodromus Systematis Naturalis Regni Vegetabilis 3: 220. 1828.
Etimología
Eucalyptus: nombre genérico que proviene del griego antiguo: eû = "bien, justamente" y kalyptós = "cubierto, que recubre". En Eucalyptus L'Hér., los pétalos, soldados entre sí y a veces también con los sépalos, forman parte del opérculo, perfectamente ajustado al hipanto, que se desprende a la hora de la floración.
cneorifolia: epíteto latíno que significa "con las hojas de Daphne gnidium".
Sinonimia]
- Eucalyptus gneorifolia Sweet ex G.Don, Gen. Hist. 2: 820 (1832), orth. var.
- Eucalyptus enervifolia Walp., Repert. Bot. Syst. 2: 164 (1843).
- Eucalyptus myrtiformis Naudin, Descr. Emploi Eucalypt.: 50 (1891).[5]